# Raquel Gvirtz
Fanny Raquel Gvirtz de Arcuschin (Buenos Aires, Argentina;  1924 - Ibídem; 27 de septiembre de 2013) fue una de las fundadoras de las llamadas Abuelas de Plaza de Mayo.

## Historia y lucha
Hija de inmigrantes rusos que tuvieron que huir de su país al estallar la Primera Guerra Mundial, llegaron a la Argentina siendo muy pobres y se instalaron en la provincia de San Juan, de donde tuvieron que emigran al poco tiempo buscando mejores condiciones laborales. Vivió junto a sus cinco hermanos en Villa Crespo y luego estudió hasta el tercer año en la escuela comercial cuando tuvo que abandonar para trabajar en una pequeña empresa contable. Al poco tiempo se casó  cuando tenía 24 años con Elías, también descendente de familia judía.
Gvirtz formó parte del grupo de 14 madres que el 30 de abril de 1977 se movilizaron a Plaza de Mayo para reclamar por la desaparición de sus hijos. Fue una de las primeras siete madres de dicha plaza.
El hijo de Raquel, Miguel Sergio Archuschin de entonces 19 años fue secuestrado junto a su mujer Noemí Jansenson de tan solo 18 años, quien estaba embarazada de tres meses. Ambos eran estudiantes y militantes del colegio Carlos Pellegrini. Desde el 13 de septiembre de 1976 permanecen desaparecidos. Su otro hijo, Adrián, estuvo secuestrado diez días pero luego fue liberado.
Fue una gran compañera de la fundadora de dicha agrupación humanitarias, Estela de Carlotto y de Hebe de Bonafini, líder de las Madres de Plaza de Mayo. Fue una de las pionera junto con Genoveva Dawson, Leontina Puebla de Pérez, Haydee Vallino de Lemos, Nora de Coriñas, Raquel Radio de Marizcurrena y Alicia Zubasnabar de De la Cuadra, entre muchas otras, en marchar hacia la famosa Plaza de Mayo en busca de respuestas sobre sus hijos (y con el tiempo sobre sus nietos).
Con el transcurrir del tiempo se convirtió en una dirigente activa en la lucha por la recuperación de desaparecidos: Hijos y nietos. Dedicó su existencia a la incansable defensa de los derechos humanos y al pedido de justicia para el juicio y castigo de los genocidas de la última dictadura cívico-militar  comandado por el general Jorge Rafael Videla.